# Ibelo
Ibelo war ein deutsches Unternehmen aus Sulzbach am Main. Es war in den 1960er und 1970er Jahren die größte Feuerzeugfabrik in Europa.

## Geschichte des Unternehmens
Die Geschichte der Ibelo in Sulzbach beginnt nach dem Ende des Zweiten Weltkriegs. Hermann Zahn hatte die Firma 1938 von den Brüdern Julius und Benno Loewenthal übernommen. Die beiden hatten die Firma 1919 in Frankfurt gegründet und mussten wegen ihrer jüdischen Herkunft aus Deutschland nach England fliehen; dort gründeten sie eine eigene Feuerzeug-Firma. Von ihnen stammt auch der Name Ibelo, entstanden aus den Initialen der beiden Brüder (J, Be und Lo). Nach einer Zwangspause während der Kriegsjahre nahm Zahn gegen Ende der 1940er Jahre in seinem Heimatort Sulzbach die Produktion wieder auf, zunächst noch in einem Schuppen neben dem Elternhaus.
Bereits vor dem Krieg hatte Zahn ein völlig neuartiges Zündsystem für Feuerzeuge auf den Markt gebracht. Nun machte er sich daran, diese Idee zu vermarkten. Vor allem dank guter Kontakte ins Ausland erlebte sein Unternehmen einen rasanten Aufschwung. Bald wurden unter dem Namen „Colibri“ Feuerzeuge aus Sulzbach in die ganze westliche Welt exportiert. Nach zwei Betriebsvergrößerungen zu Beginn der 1950er Jahre wurde 1956 das Ibelo-Gebäude in der Sulzbacher Hauptstraße errichtet. Neun Jahre später folgte das Hauptgebäude in der Jahnstraße.

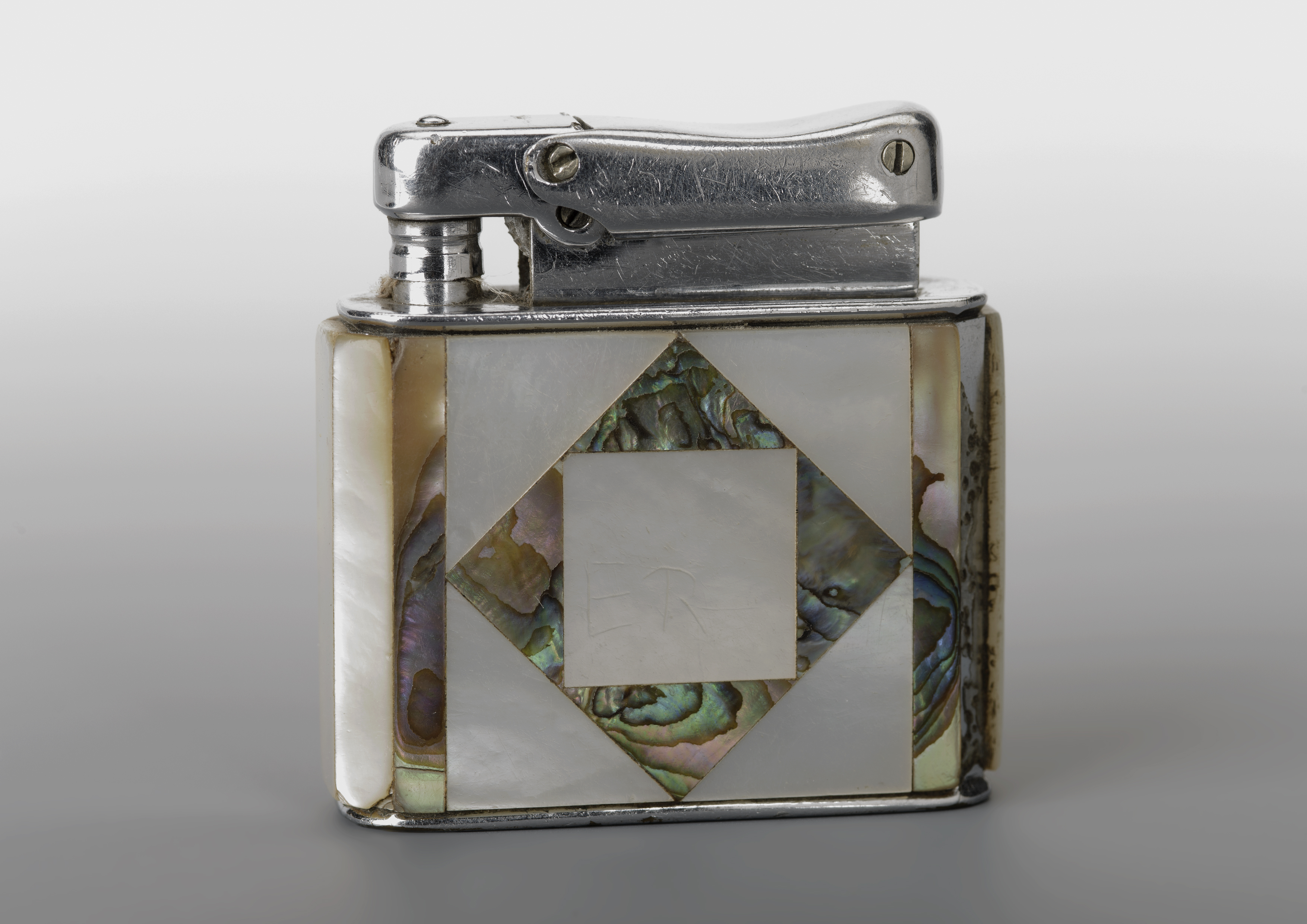
Ibelo Feuerzeug

Nach dem Zweiten Weltkrieg erhielt die Firma in den USA ein Patent auf einen Pocket lighter (Taschenfeuerzeug).
1973 war Ibelo der größte Feuerzeug-Produzent in Europa. 1976 exportierte man in 53 Staaten weltweit, und am Standort Sulzbach waren 420 Mitarbeiter beschäftigt.
Nach dem Tod von Hermann Zahn 1984 übernahmen seine Söhne Walter und Werner Zahn (der durch seine Ehe mit Marika Kilius bundesweit bekannt geworden war) die Geschäftsführung.
In den 1980er Jahren mehrten sich die Anzeichen für einen Abschwung. Die Erfindung der Einweg-Feuerzeuge und die billige Produktion in Asien läutete das Ende der Ibelo ein. 1986 musste die „Ibelo Metallwarenfabrik“ Konkurs anmelden. Der neue Besitzer Emil Stiltz fuhr die Produktion nach und nach zurück, bis er schließlich im Jahr 2000 die restlichen Mitarbeiter entließ, weil die externe Vertriebsgesellschaft ebenfalls insolvent wurde.
Heute werden über eine norddeutsche Firma noch die Restbestände weltweit verkauft.
Nach Jahren des Leerstands wurde das ehemalige Firmengebäude im Auftrag der Gemeindeverwaltung 2009 abgerissen; das Gelände liegt seitdem brach und soll neu gestaltet werden.